# Проспект Ленина (Урюпинск)
Проспе́кт им. В. И. Ле́нина — одна из центральных улиц Урюпинска.
Проспект проходит по территории города, от Большой Мушкетовской улицы до Малой Песочной улицы. Протяжённость проспекта — 5 км.

## Административные здания
- Администрация Урюпинского муниципального района — дом 121
- Администрация городского округа «город Урюпинск» — дом 121

## Достопримечательности
- Памятник козе
- Памятник «Героям рассказа „Судьба Человека“»
- Памятник С. М. Штеменко на пересечении с улицей Штеменко
- Урюпинский краеведческий музей
- Скульптурная композиция «Рукодельницы», на пересечении с улицей Карбышева